# 페트로프 (기업)

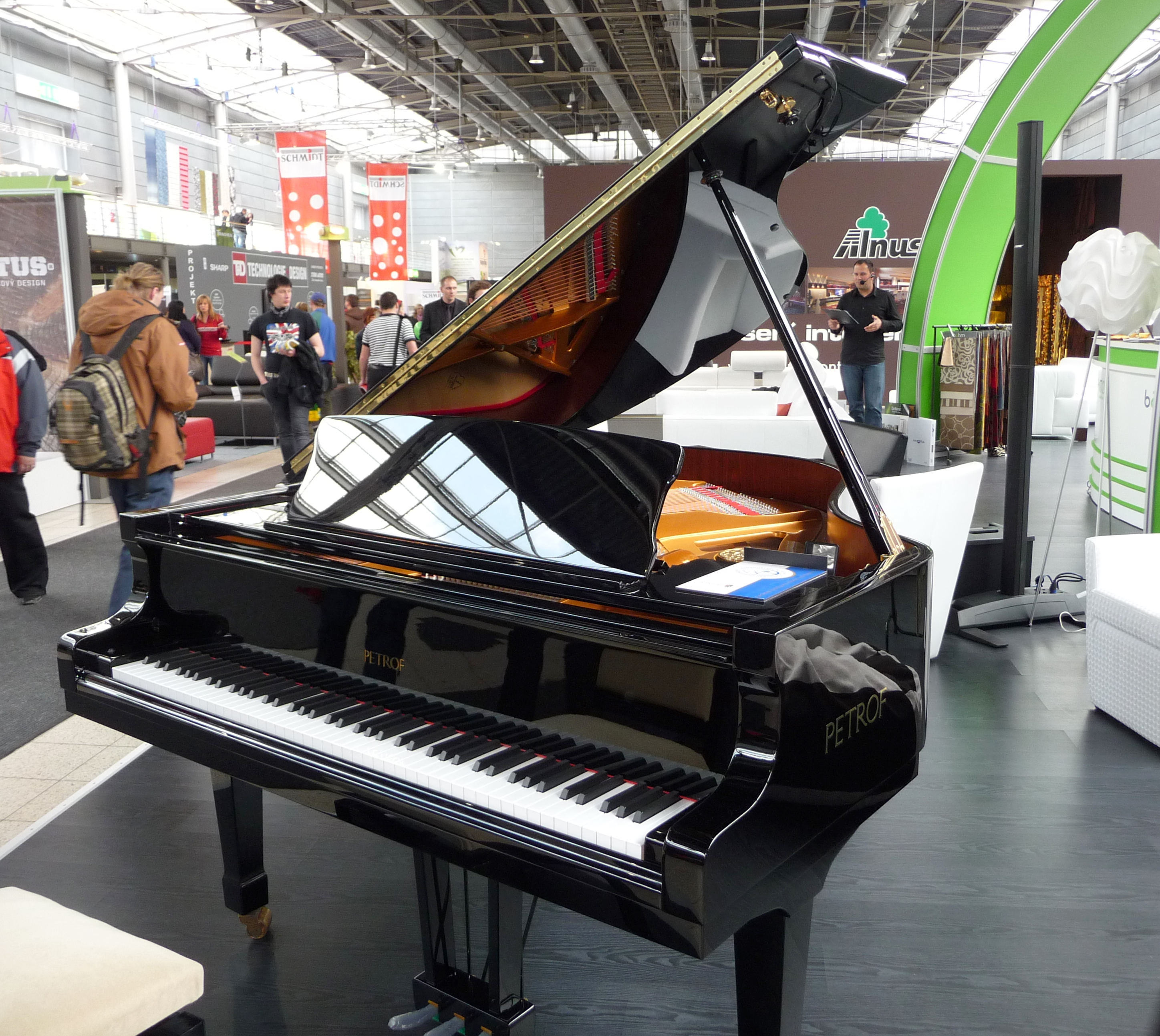
박람회에서의 페트로프 그랜드 피아노

페트로프(Petrof)는 1864년 설립된 체코의 피아노 제조사이다. 유럽의 주도적인 피아노 제조사이며 60곳이 넘는 국가에 수출하고 있다.
이 기업은 1864년 안토닌 페트로프에 의해 보헤미아 왕국 흐라데츠크랄로베에서 설립되었다.
브뤼셀의 1934년 세계 박람회에서 페트로프의 악기들은 금메달을 수상했다. 당시 약 400명의 사람들이 이들 공장에서 일했다.
1948년 페트로프는 국유화되었다가 1991년 페트로프가(家)로 반환되었다.

## 모델

### 그랜드 피아노
현재의 그랜드 피아노 모델:
- 마스터 시리즈
  - P 284 Mistral: 284 cm (9'4")
  - P 237 Monsoon: 237 cm (7'9")
  - P 210 Pasat: 210 cm (6'10")
- 스탠더드 시리즈
  - P 194 Storm: 194 cm (6'4")
  - P 173 Breeze: 173 cm (5'8")
  - P 159 Bora: 159 cm (5'3")

### 업라이트 피아노
현재의 업라이트 피아노 모델:
- 하이스트(Highest) 시리즈
  - P 135 K1: 135 cm (53 1/8")
  - P 131 M1: 131 cm (51 1/2")
- 하이어(Higher) 시리즈
  - P 125 G1: 125 cm (49 1/4")
  - P 125 F1: 125 cm (49 1/4")
  - P 125 K1: 125 cm (49 1/4")
  - P 125 M1: 125 cm (49 1/4")
  - P 122 N2: 122 cm (48")
  - P 122 H1: 122 cm (48")
- 미들(Middle) 시리즈
  - P 118 P1: 118 cm (46 1/2")
  - P 118 M1: 118 cm (46 1/2")
  - P 118 S1: 118 cm (46 1/2")